# Petek (priimek)
Petek je 24. najbolj pogost priimek v Sloveniji, ki ga je po podatkih Statističnega urada Republike Slovenije na dan 1. januarja 2010 2893 oseb, na dan 21. januarja 2021 pa 2781 oseb.

## Znani nosilci priimka
- Alenka Petek (*1972), podpolkovnica SV (pravnica, častnica in obramboslovka)
- Alenka Petek, sociologinja
- Aljoša Petek, PIC
- Bojan Petek - NTF UL
- Božo Petek (?—1977), letalski modelar, avtor priročnikov
- Damjan Petek (*1973), judoist
- Dorian Šilec Petek, gledališčnik (režiser, scenograf)
- Franc Petek (1885—1965), zdravnik, narodni delavec, publicist in politik na Koroškem
- Franc Petek (1919—2003), salezijanec - misijonar, meteorolog (Punta Arenas, Čile)
- Franci Petek (*1971), smučarski skakalec, geograf
- Franci Petek, poveljnik Gasilske zveze Slovenije
- Jože Petek (1912—1945), partizan in vojni fotoreporter
- Jože Petek (1920—1993), novinar in pisatelj
- Lojze Petek, smučarski skakalec, športni fizioterapevt
- Matevž Petek (*1983), deskar na snegu
- Milan Petek (*1950), politik in poslovnež
- Milan Petek Levokov (*1960), pravnik in pisatelj
- Milko Petek (*1961), brigadir SV, poveljnik Poveljstva sil
- Miro Petek (*1959), novinar in politik
- Nina Petek (*1986), filozofinja, filologinja, strok. za azijske religije in filozofijo
- Peter Petek (*1944), matematik, univ. prof., šahist
- Polona Petek (*1970), slikarka
- Polona Petek (*1972), filmologinja (dr.), kritičarka, prevajalka
- Rajko Petek (*1971), kolesar
- Rajko Petek (*1981), vodja in ustanovitelj Ansambla Vikend
- Sašo Petek, mednarodni košarkarski sodnik
- Štefan Petek (*1966), glasbenik klarinetist, glasbeni šolnik
- Tatjana Petek (*1963), matematičarka (Maribor)
- Tomaž Petek, generalni direktor Geodetske uprave
- Tone Petek (*1945), etnolog, kustos/muzealec (Maribor) (drug= filatelist/Ce)
- Viktorija Petek (1967—2021), pevka